# Aizy
Aizy est une localité de la commune d'Aizy-Jouy, dont elle est le chef-lieu, et une ancienne commune française, située dans le département de l'Aisne en région Hauts-de-France.
Elle a existé de la fin du XVIIIe siècle à 1972, date à laquelle elle fusionne avec Jouy pour constituer la commune d'Aizy-Jouy.

## Géographie
Aizy est situé au sud de Jouy. La commune avait une superficie de 7,59 km2

## Toponymie
Le nom de la localité est attesté sous les formes Aziacusen 858 puis Aisacus en 1147.
Le nom de ce village paraît dériver des mots Aizes ou Aisis, signifiant une « maison entourée de jardins », ce qui indiquerait qu'il doit sa naissance à une simple métairie qui aurait autrefois été construite en ce lieu[réf. nécessaire].

## Histoire

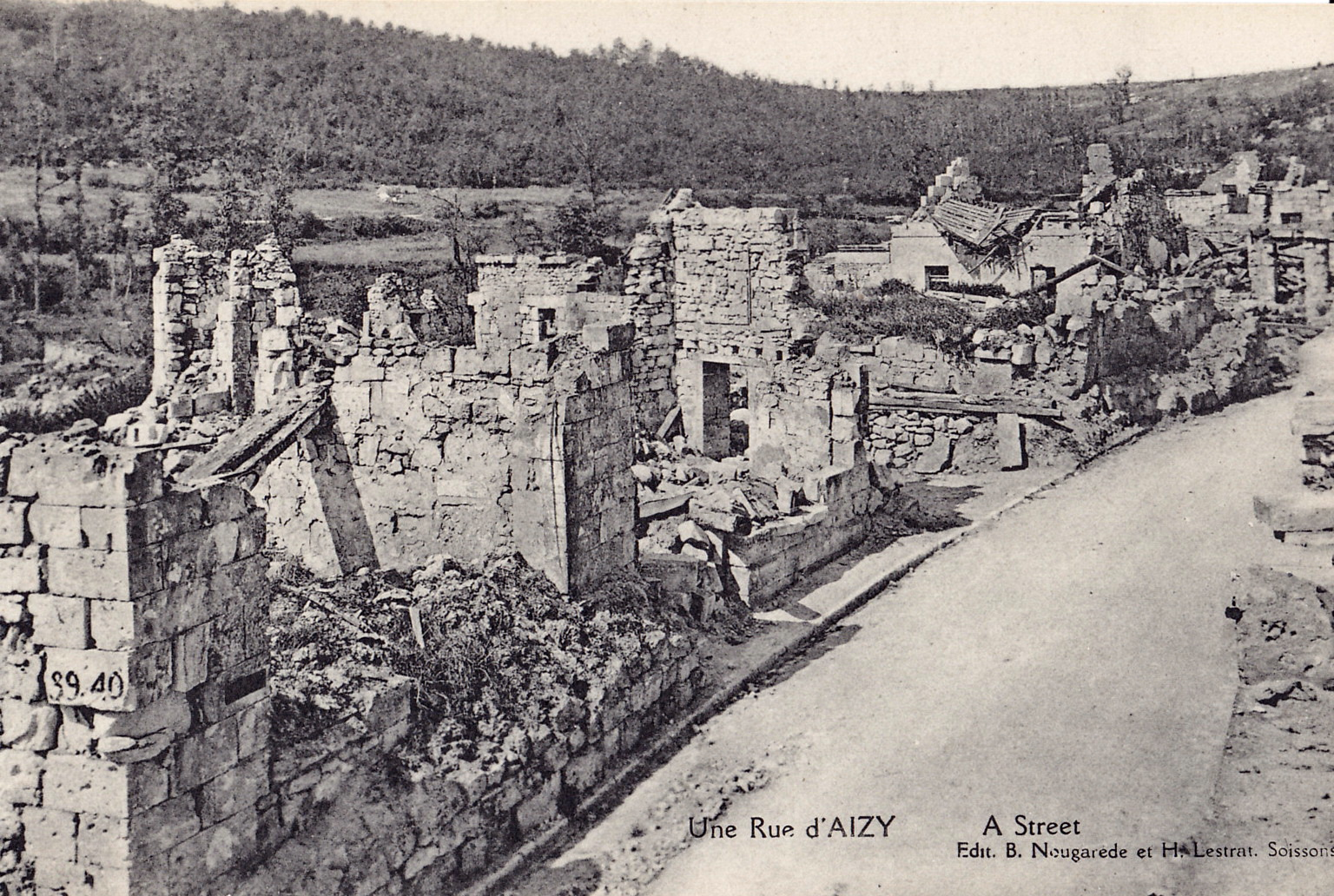
Le village détruit, pendant la Première Guerre mondiale

La commune d'Aizy a été créée à lors de la Révolution française. Le 25 février 1972, elle fusionne avec Jouy pour former la commune d'Aizy-Jouy, à la suite d'un arrêté préfectoral du 24 février 1972.

## Administration
Jusqu'à sa fusion avec Jouy en 1972, la commune faisait partie du canton de Vailly-sur-Aisne dans le département de l'Aisne. Elle portait le code commune 02008. Elle appartenait aussi à l'arrondissement de Soissons depuis 1801 et au district de Soissons entre 1790 et 1795. La liste des maires d'Aizy est :
| Période                                  | Période | Identité | Étiquette | Qualité |
| ---------------------------------------- | ------- | -------- | --------- | ------- |
|                                          |         |          |           |         |
| Les données manquantes sont à compléter. |         |          |           |         |

## Démographie
Jusqu'en 1972, la démographie de Aizy était:
| 1793 | 1800 | 1806 | 1821 | 1831 | 1836 | 1841 | 1846 | 1851 |
| ---- | ---- | ---- | ---- | ---- | ---- | ---- | ---- | ---- |
| 324  | 318  | 271  | 318  | 377  | 402  | 431  | 422  | 426  |

| 1856 | 1861 | 1866 | 1872 | 1876 | 1881 | 1886 | 1891 | 1896 |
| ---- | ---- | ---- | ---- | ---- | ---- | ---- | ---- | ---- |
| 380  | 405  | 434  | 362  | 352  | 333  | 333  | 282  | 282  |

| 1901 | 1906 | 1911 | 1921 | 1926 | 1931 | 1936 | 1946 | 1954 |
| ---- | ---- | ---- | ---- | ---- | ---- | ---- | ---- | ---- |
| 264  | 257  | 281  | 153  | 275  | 277  | 281  | 244  | 242  |

| 1962 | 1968 | - | - | - | - | - | - | - |
| ---- | ---- | - | - | - | - | - | - | - |
| 207  | 193  | - | - | - | - | - | - | - |